# Наша семья (фильм, 2014, Индия)
«Наша семья» (телугу మనం, Manam, альтернативное название «Вместе») — индийский фильм режиссёра Викрама Кумара на языке телугу, вышедший в прокат 23 мая 2014 года. Сюжет рассказывает о мужчине, который пытается свести вместе реинкарнации своих рано умерших родителей, в то время у кого-то на него оказываются точно такие же планы. Главные роли исполнили Нагарджуна, Нага Чайтанья, Аккинени Нагесвара Рао (АНР), Саманта и Шрия Саран. Для АНР фильм стал последним, он скончался ещё до релиза.
Сборы от проката составили 36.5 крор (365 млн рупий), сделав фильм одним из самых кассовых на телугу в 2014 году. Картина получила Filmfare Awards South за лучший фильм на телугу и принесла несколько различных наград своим создателям. «Наша семья» был также показан 45-м Индийском международном кинофестивале.

## Сюжет
13 февраля Радха и Кришна устроили для своего сына Битту праздник в честь дня его рождения. Задувая свечи, мальчик загадал о том, чтобы его родители больше никогда не ссорились. Но на следующий день у супругов состоялась очередная размолвка, после которой они поехали к адвокату, чтобы подготовить бумаги о разводе. Около башни с часами машина врезалась в дерево, и родители Битту погибли.
В настоящее время Битту вырос, и теперь он — Нагешвар Рао — видный предприниматель. Однажды, когда он возвращался в родной город, его соседом в самолёте стал Нагарджуна, парень как две капли воды похожий на его отца. Нагешвар решил, что это его реинкарнация, а вскоре после этого встретил Прию, точную копия своей матери. Они почти сразу стали лучшими друзьями, позднее он подружился и с Нагарджуной
Но когда Нагешвар решил, что пора свести «родителей» вместе, оказалось, что у Нагарджуны уже есть возлюбленная по имени Према. Однако хитростью Битту удалось расстроить их отношения.
В тот же день, проезжая мимо башни с часами, он заметил толпу людей и остановился. Его сердце вдруг стало биться сильнее, и тут к нему в машину села красивая незнакомка. Заикаясь, она велела ему ехать следом за другой машиной, и он послушался. Они доехали до больницы и девушка, которая оказалась врачом, повела его сдавать кровь для своего пациента. Старик же, которому переливали кровь, очнувшись, узнал в Нагешваре и той женщине своих погибших родителей.
Его отец Ситарам был богатым заминдаром. Он долго отказывался жениться, огорчая тем самым свою мать, пока не увидел фотографию Рамалакшми. Ситарам послал к ней сватов, несмотря на то, что она была из очень бедной семьи. Девушка согласилась выйти замуж, но попросила отсрочку на полгода. Тогда Сита сам поехал к ней, чтобы убедить её сыграть свадьбу быстрее. Однако при встрече Рама приняла его за вора, а он узнал, что она просила время, чтобы скопить денег и купить жениху на свадьбу традиционные одежды. Сита предложил ей помочь, чтобы она смогла справиться быстрее. А когда одежда была куплена, ушёл, так и не рассказав, кто он такой. Правду Рама узнала только во время свадьбы.
Сита и Рама жили счастливо вместе около десяти лет, но однажды, проезжая мимо башни с часами, Ситарам не справился с управлением, попал в аварию и погиб вместе с женой. Их сын, который в тот день соврал, что болен, чтобы они вернулись быстрее, все эти годы чувствовал за собой вину. И теперь, когда он снова встретил родителей, решил, что в этот раз они должны прожить вместе долгую жизнь.
Нагешвар рассказал своей «матери» о встреченной им женщине, и они пришли в больницу, чтобы Прия смогла на неё посмотреть. Нагешвар узнал, то её зовут Анджали и пожаловался ей на учащённое сердцебиение в моменты, когда она рядом, и девушка поняла, что с ней происходит то же самое.
Затем пациент, которого они привезли в больницу, соврал, что ему некуда идти после выписки, и Нагешвар предложил пожить у него, договорившись, что доктор будет приходить каждый день. Дома у него старик, представившийся Чайтаньей, почти сразу поссорился с Нагарджуной. Того выгнали из общежития колледжа, и он решил остановиться у своего друга.
Вечером в этот же день, проезжая мимо башни с часами, Прия вспомнила свою прежнюю жизнь. Поняв, что её друг Битту — это её выросший сын, она тут же бросилась к нему. Но увидев с ним рядом копию своего мужа, поспешила сбежать. На следующее утро Нагешвар сделал попытку свести своих «родителей», записав их на уроки сальсы. Нагарджуна и Прия стали танцевать в паре, но все попытки парня наладить отношения девушка отвергала, а потом совсем перестала посещать занятия. Тогда по просьбе Нагарджуны, Нагешвар устроил вечеринку в честь своего дня рождения и пригласил туда Прию. Когда она пришла, Нагарджуна рассказал ей, что вспомнил их прошлую жизнь в тот же день, что и она. Он попросил у неё прощения за все обиды, которые причинил в прошлой жизни, и дать шанс начать всё сначала, так как искренне любит её. И Прия согласилась.
На следующий день Нагешвар, так же как в день смерти его родителей, увидел дурные предзнаменования, в том числе пятно тормозной жидкости, натёкшей с машины, на которой уехали Прия и Нагарджуна. Он пытался дозвониться до них, но связи не было. Тогда Анджали предложила самим за ними поехать. Это обеспокоило Чайтанью, ибо его родители тоже погибли 14 февраля, и он тоже видел перед этим предостерегающие знаки.

## В ролях
- Нага Чайтанья — Нагарджуна / Радхамохан
- Нагарджуна — Нагешвар Рао «Битту» / Ситарам
- Аккинени Нагесвара Рао — Чайтанья
- Саманта — Прия / Кришнавени
- Шрия Саран — Анджали / Рамалакшми
- Амитабх Баччан — Пратап
- М. С. Нараяна — отец Фрэнсис, директор колледжа
- Брахманандам[англ.] — Гириш Карнад, помощник Нагешвара Рао
- Али[англ.] — Леонардо ди Каприо, учитель сальсы
- Саранья Понваннан[англ.] — мать Ситарама
- Теджасви Мадивада[англ.] — Дивья, подруга Прии
- Саптангири[англ.] — друг Нагарджуны
- Посани Кришна Мурали[англ.] — инспектор Дхарма
- Джая Пракаш Редди — министр
- Кришнуду[англ.] — доктор
- Шриниваса Редди[англ.] — продавец машин
- Гунду Субхаршан[англ.] — сваха
- Сатья Кришнан[англ.] — лектор
- Шанкар Мелкоте[англ.] — Яшвант Раюду, отец Премы
- Раши Кханна[англ.] — Према, девушка Нагаджуны (камео)
- Ниту Чандра[англ.] — стюардесса (камео)
- Лаванья Трипатхи[англ.] — подруга Радхамохана (камео)
- Амала Аккинени[англ.] — учитель танцев (камео)
- Акхил Аккинени — Акхил (камео)

## Саундтрек
Вся музыка написана Анупом Рубенсом.
| №                   | Название                   | Текст песни         | Исполнители                                                          | Длительность |
| ------------------- | -------------------------- | ------------------- | -------------------------------------------------------------------- | ------------ |
| 1.                  | «Kanulanu Thaake»          | Ванамали            | Ариджит Сингх                                                        | 4:55         |
| 2.                  | «Chinni Chinni Aasalu»     | Чандрабос           | Шрея Гхошал, Ашвин, Хари                                             | 5:21         |
| 3.                  | «Manam» (Theme)            | без слов            | без слов                                                             | 2:12         |
| 4.                  | «Kani Penchina Maa Ammake» | Чандрабос           | Мастер Бхарат и хор                                                  | 4:08         |
| 5.                  | «Piyo Piyo Re»             | Ануп Рубенс         | Бэнни Дайял, Джасприт Джаз, Ануп Рубенс и хор (Рэп: Мегхрадж, Рахул) | 3:21         |
| 6.                  | «Edhi Prema»               | Чандрабос           | Харичаран                                                            | 4:08         |
| Общая длительность: | Общая длительность:        | Общая длительность: | Общая длительность:                                                  | 24:05        |

## Критика
| Рейтинги           | Рейтинги                                                                           |
| Издание            | Оценка                                                                             |
| ------------------ | ---------------------------------------------------------------------------------- |
| The Times of India | 3,5 из 5 звёзд · 3,5 из 5 звёзд · 3,5 из 5 звёзд · 3,5 из 5 звёзд · 3,5 из 5 звёзд |
| Deccan Chronicle   | 3,5 из 5 звёзд · 3,5 из 5 звёзд · 3,5 из 5 звёзд · 3,5 из 5 звёзд · 3,5 из 5 звёзд |
| Idlebrain.com      | 4 из 5 звёзд · 4 из 5 звёзд · 4 из 5 звёзд · 4 из 5 звёзд · 4 из 5 звёзд           |
| 123telugu.com      | 4 из 5 звёзд · 4 из 5 звёзд · 4 из 5 звёзд · 4 из 5 звёзд · 4 из 5 звёзд           |
| Oneindia.com       | 4 из 5 звёзд · 4 из 5 звёзд · 4 из 5 звёзд · 4 из 5 звёзд · 4 из 5 звёзд           |
| Gulte.com          | 4 из 5 звёзд · 4 из 5 звёзд · 4 из 5 звёзд · 4 из 5 звёзд · 4 из 5 звёзд           |
| Bollywoodlife.com  | 3,5 из 5 звёзд · 3,5 из 5 звёзд · 3,5 из 5 звёзд · 3,5 из 5 звёзд · 3,5 из 5 звёзд |

Картик Пасупате из The Times of India в своей рецензии написал: «Вы не можете не оценить изящество, с которым был написан сценарий, и как это всё было перенесено на экран с юмором, не становясь чрезмерно мелодраматическим. Свежая закадровая музыка и шикарная операторская работа обеспечивает правильный вид магической атмосферы, чтобы история дошла до конца. Все выступления кажутся очень естественными… Тем не менее, фильм, кажется, страдает из-за чрезмерно упрощенной кульминации».
Прабалика Боран из The Hindu назвала фильм — тем, «который вы не хотели бы упустить», заметив, что «улыбка и смех не оставят вас, в то же время как ему всё же удастся увлажнить ваши глаза в некоторых местах».
Суреш Кавираяни в отзыве для Deccan Chronicle добавил, что «хотя есть несколько лазеек и недостатков, как в эпизоде воспоминаний с Шрией и Нагарджуной, и слишком много раскрутки алкоголя, в конце концов Manam является хорошим фильмом, чтобы посмотреть и воздать по заслугам Аккинени Нагесвара Рао».
В рецензии на Idlebrain.com было отмечено, что «сценарий Manam сработал бы, даже если три поколения одной семьи не играли в нём. Редкая возможность видеть семью успешных взрослых актёров в трех поколениях в живую в один момент времени заставила сценарий Manam работать с двукратным воздействием».
123telugu.com назвал плюсами фильма: операторскую работу, актёрское исполнение и музыку; а минусами — недостаток экранного времени у АНР и неубедительные сцены из прошлого Саманты и Наги Чайтанья, добавив, что «очень редко удается увидеть такой красивый фильм».
Sify описал фильм как «превосходный сценарий, идеальная режиссура и, прежде всего, хорошая актёрская игра»
.
IndiaGlitz отметил, что эпизоды с комическими актёрами скучны, и только Саптагири — один из немногих, кто смешит, не говоря особо много.
В отзыве на Oneindia было сказано, что «главной притягательностью фильма являются выступления ведущих актёров», с добавлением, что «Manam это идеальное семейное развлечение, и уникальный сценарий режиссёра Викрама Кумара делает фильм блестящим экспериментом».
Gulte.com написал, что «Manam полностью отличается от фильмов, которые наша телугу аудитория привыкла видеть. Режиссёр Викрам Кумар, несомненно, сделал один из лучших фильмов этого периода».
Bollywoodlife.com отметил, что «Manam действительно хорош, но это не означает, что он без недостатков. Порою сюжет убегает на территорию слишком сладкую, чтобы переварить, и несколько сюжетных поворотов, кажется, были неестественными».

## Награды
| Награды и номинации | Награды и номинации            | Награды и номинации                | Награды и номинации                   | Награды и номинации |
| Дата                | Награда                        | Категория                          | Лауреат                               | Ссылка              |
| ------------------- | ------------------------------ | ---------------------------------- | ------------------------------------- | ------------------- |
| 26 июня 2015        | Filmfare Awards South (Телугу) | Лучший фильм                       |                                       | [ 13 ]              |
| 26 июня 2015        | Filmfare Awards South (Телугу) | Лучшая режиссура                   | Викрам Кумар                          | [ 13 ]              |
| 26 июня 2015        | Filmfare Awards South (Телугу) | Лучшая музыка к песне              | Ануп Рубенс                           | [ 13 ]              |
| 26 июня 2015        | Filmfare Awards South (Телугу) | Лучшие стихи к песне               | Чандрабос («Kanipinchina Maa Ammake») | [ 13 ]              |
| 26 июня 2015        | Filmfare Awards South (Телугу) | Лучшая работа оператора            | П. С. Винод                           | [ 13 ]              |
| 20 июля 2015        | TSR TV9 National Film Awards   | Лучшая женская роль                | Шрия Саран                            | [ 14 ]              |
| 20 июля 2015        | TSR TV9 National Film Awards   | Специальная премия жюри            | Нагарджуна                            | [ 14 ]              |
| 27 июля 2015        | CineMAA Awards                 | Лучший фильм по мнению жюри        |                                       | [ 15 ] [ 16 ]       |
| 27 июля 2015        | CineMAA Awards                 | Лучшая женская роль                | Саманта Рут Прабху                    | [ 15 ] [ 16 ]       |
| 27 июля 2015        | CineMAA Awards                 | Лучшая музыка к песне              | Ануп Рубенс                           | [ 15 ] [ 16 ]       |
| 27 июля 2015        | CineMAA Awards                 | Лучшая постановка боёв             | Рам Лакшман                           | [ 15 ] [ 16 ]       |
| 27 июля 2015        | CineMAA Awards                 | Наиболее выдающийся актёр          | Нагарджуна                            | [ 15 ] [ 16 ]       |
| 6-7 августа 2015    | SIIMA Awards (Телугу)          | Лучший фильм                       |                                       | .                   |
| 6-7 августа 2015    | SIIMA Awards (Телугу)          | Лучшая мужская роль по мнению жюри | Нага Чайтанья                         | .                   |
| 6-7 августа 2015    | SIIMA Awards (Телугу)          | Лучшая женская роль по мнению жюри | Саманта Рут Прабху                    | .                   |
| 6-7 августа 2015    | SIIMA Awards (Телугу)          | Лучшая женская роль второго плана  | Шрия Саран                            | .                   |
| 6-7 августа 2015    | SIIMA Awards (Телугу)          | Лучшая музыка к песне              | Ануп Рубенс                           | .                   |
| 6-7 августа 2015    | SIIMA Awards (Телугу)          | Лучшие стихи к песне               | Чандрабос («Kanipinchina Maa Ammake») | .                   |
| 21 августа 2015     | Santosham Film Awards          | Лучший фильм                       |                                       | [ 19 ]              |
| 21 августа 2015     | Santosham Film Awards          | Лучшая режиссура                   | Викрам Кумар                          | [ 19 ]              |
| 21 августа 2015     | Santosham Film Awards          | Лучшая женская роль                | Шрия Саран                            | [ 19 ]              |
| 21 августа 2015     | Santosham Film Awards          | Лучшая музыка к песне              | Ануп Рубенс                           | [ 19 ]              |
| 15 ноября 2017      | Nandi Awards                   | Второй лучший фильм года           |                                       | [ 20 ]              |
| 15 ноября 2017      | Nandi Awards                   | Лучшая мужская роль второго плана  | Нага Чайтанья                         | [ 20 ]              |